# 长角蚜蝇属
长角蚜蝇属（学名：Chrysotoxum），也称作长角食蚜蝇属，为食蚜蝇科的一个属。

## 下属物种
本属包括以下物种：